# Ricardo Mayorga
Pour les articles homonymes, voir Mayorga.
Ricardo Mayorga est un boxeur nicaraguayen né le 3 octobre 1973 à Managua.

## Carrière
Il devient champion du monde des poids welters WBA le 30 mars 2002 en détrônant Andrew Lewis par arrêt de l'arbitre à la 5e reprise.
Il s'empare ensuite de la ceinture WBC en stoppant au 3e round Vernon Forrest le 25 janvier 2003.
Mayorga remporte aux points la revanche organisée le 12 juillet 2003 puis s'incline également aux points face à Cory Spinks dans un combat d'unification des titres WBA, WBC et IBF le 13 décembre 2003.
Battu au 8e round par Felix Trinidad pour le titre de champion d'Amérique du Nord NABC des poids moyens le 2 octobre 2004, il décroche néanmoins la ceinture WBC des super-welters le 13 août 2005 aux dépens du boxeur italien Michele Piccirillo. Il perd néanmoins cette ceinture dès le combat suivant en étant stoppé au 6e round par Oscar de la Hoya le 6 mai 2006. 
Après cette défaite, Ricardo Mayorga bat le 23 novembre 2007 l'américain Fernando Vargas par décision majoritaire puis perd 3 de ses 6 combats suivants dont un contre le portoricain Miguel Cotto par k-o technique au 12e round en 2012 et deux par k-o contre Shane Mosley en 2008 et 2015 pour ce qui est son dernier combat à ce jour.